# Chaveán
Chaveán (llamada oficialmente San Bartolomeu de Chaveán) es una parroquia y un lugar español del municipio de Chandreja de Queija, en la provincia de Orense, Galicia.

## Toponimia
La parroquia también es conocida por el nombre de San Bartolomé de Chaveán.

## Organización territorial
La parroquia está formada por tres entidades de población:
- Chaveán
- Chaveanciños
- Pedrazas

## Demografía

### Parroquia
| Gráfica de evolución demográfica de Chaveán (parroquia) entre 2000 y 2022 |
|                                                                           |
| Datos según el nomenclátor publicado por el INE.                          |

### Lugar
| Gráfica de evolución demográfica de Chaveán (lugar) entre 2000 y 2022 |
|                                                                       |
| Datos según el nomenclátor publicado por el INE.                      |